# 권민중
권민중(權旼重, 1975년 4월 29일 ~ )은 대한민국의 미스코리아 출신 배우이다.

## 이력
신장은 170cm이고 체중은 51kg인 그녀는 영화감상과 골프와 수영에 취미가 있고 한국 무용과 재즈 댄스와 발레와 노래에 특기가 있으며 1996년 미스코리아 선발대회에서 한국일보로 입상하며 연예계에 데뷔하였다.

## 학력
- 남한강국민학교 (졸업)
- 충주북여자중학교 (졸업)
- 충주예성여자고등학교 (졸업)
- 청주대학교 무용학과 (졸업)

## 출연작

### 드라마
- 1997년 SBS 일일연속극 《지평선 너머》 ... 김윤희 역
- 1998년 SBS 드라마 스페셜 《미스터Q》 ... 윤나경 역
- 1998년 KBS2 미니시리즈 《킬리만자로의 표범》 ... 수미 역
- 1998년 MBC 단막극 《MBC 베스트극장 - 스타킹》 ... 지나 역
- 1998년 SBS 일일연속극 《7인의 신부》 ... 유연희 역
- 1998년 MBC 주간시트콤 《여자 대 여자》 ... 정혜진 역
- 1998년 MBC 일일시트콤 《남자 셋 여자 셋》 ... 하이힐과 운동화 권민중 역으로 카메오 단역
- 1998년 SBS 일일시트콤 《순풍산부인과》
- 1998년 MBC 단막극 《MBC 베스트극장 - 공춘택씨의 계약결혼》 ... 춘택의 둘째 며느리 역
- 1998년 MBC 토요시트콤 《아니 벌써》 ... 노상숙 역
- 1998년 KBS2 단막극 《일요베스트 - 문 활짝 열기》
- 1999년 MBC 단막극 《MBC 베스트극장 - 아빠 애인의 남자친구》 ... 여자수영코치 사라 역
- 1999년 SBS 일일연속극 《미우나 고우나》 ... 오선미 역
- 1999년 MBC 단막극 《MBC 베스트극장 - 첫사랑》 ... 미경 역
- 1999년 SBS 추석특집극 《황제의 식탁》
- 1999년 MBC 단막극 《MBC 베스트극장 - 우리들이 사랑을 말할 때 하는 이야기》 ... 부연 역
- 2000년 MBC 주말연속극 《사랑은 아무나 하나》 ... 윤정임 역
- 2000년 SBS 청춘시트콤 《골뱅이》
- 2000년 MBC 주간시트콤 《세 친구》 ... 정신과 의사 정웅인의 상담 환자이자 박상면의 교제 실패녀 권민중 역으로 카메오 단역
- 2000년 SBS 미니시리즈 《여자만세》 ... 정아 역
- 2001년 MBC 미니시리즈 《가을에 만난 남자》 ... 미나 역
- 2001년 KBS2 일일시트콤 《멋진 친구들 Ⅱ》
- 2001년 SBS 일일연속극 《이 부부가 사는 법》 ... 배수진 역
- 2002년 MBC 아침드라마 《내 이름은 공주》 ... 최목영 역
- 2002년 MBC 단막극 《MBC 베스트극장 - 4월의 이야기》 ... 윤경 역
- 2003년 MBC 미니시리즈 《러브레터》 ... 에스델 수녀 역
- 2003년 MBC 단막극 《MBC 베스트극장 - 애인보다 좋은》 ... 혜진 역
- 2004년 SBS 설날특집극 《개밥그릇》 ... 여순경 역
- 2004년 MBC 주말연속극 《회전목마》 ... 음반기획사 최 실장 역
- 2004년 KBS2 단막극 《드라마시티 - 그녀가 바퀴벌레와 다른 점》 ... 석영 역
- 2004년 SBS 주간시트콤 《혼자가 아니야》 ... 권민중 역
- 2008년 OCN TV무비 《로드스타》 ... 루지 역
- 2008년 SBS 일일연속극 《그 여자가 무서워》 ... 강주희 역
- 2011년~2012년 MBC 주말 특별기획 《애정만만세》 ... 문 이사 역
- 2012년 JTBC 월화드라마 《우리가 결혼할 수 있을까》 ... 영민 역
- 2014년 tvN 금요드라마 《꽃할배 수사대》 ... 부주방장 역 (특별출연)
- 2025년 KBS1 일일연속극 《대운을 잡아라》 ... 룸싸롱 직원 역 (특별출연)

### 영화
- 1997년 《투캅스 3》 ... 최윤정 형사 역
- 1998년 《해가 서쪽에서 뜬다면》 ... 최유리 역(우정출연)
- 2000년 《인터뷰》 ... 권민중 역
- 2000년 《자카르타》 ... 공항부스 안내원 역 (우정출연)
- 2001년 《그녀에게 잠들다》 ... 영희 역
- 2015년 《란제리 살인사건》 ... 이하정 역
- 2015년 《위선자들》 ... 조진아 역

### 공연
- 2003년 뮤지컬 《나에게 사랑은 없다》
- 2010년 뮤지컬 《비처럼 음악처럼》
- 2012년 연극 《더 글라스》
- 2016년 연극 《플라토노프》
- 2016년 연극 《햄릿》
- 2021년 뮤지컬 《김마리아》
- 2023년 연극 《리어왕》

## 방송 활동
- 1996년 MBC 《테마게임 - 과거》
- 1999년 7월 1일 KBS2 《퀴즈탐험 신비의 세계》 ... 게스트
- 2000년 KBS2 《시네마 데이트》
- 2000년 경인방송 《연예세상》 ... MC
- 2001년 KBS2 《도전 지구탐험대》
- 2001년 SBS 《남희석의 색다른 밤》
- 2012년 SBS 《추석특집 스타애정촌》
- 2013년 JTBC 《미스코리아 비밀의 화원》
- 2013년 QTV 《신동엽과 순위 정하는 여자》
- 2017년 SBS 《불타는 청춘》
- 2017년 JTBC 《여행수다 나를 찾아서》
- 2018년 KBS1 《우리말 겨루기》
- 2021년 유튜브 《권민중라디오》
- 2021년 채널A 《나는 몸신이다》
- 2021년 JTBC 《친절한 진료실》
- 2022년 JTBC 《TV정보쇼 알짜왕》
- 2023년 JTBC 《사연 있는 쌀롱하우스》
- 2023년 MBN 《속풀이쇼 동치미》
- 2024년 TV조선 《퍼펙트 라이프》

## 가수 활동

### 음반
- 2004년 《1집 : Minjoong's 1st Perfomnce》

피처링
- 2010년 빅 바운스 - Rainy Day

## 기타 활동

### 홍보대사
- 2010년 문경시 홍보대사

## 수상
- 1996년 미스코리아 충북 진
- 1996년 미스코리아 한국일보

## 사건
- 2011년 12월 7일 술을 마시고 차를 몰다가 교통사고를 낸 혐의(도로교통법상 음주운전 등)로 불구속 입건됐다.[1]